# Respirație

Respirația umană.
Rolul diafragmei

Respirația este un proces fiziologic fundamental prin care organismele realizează un schimb de oxigen și dioxid de carbon cu mediul înconjurător. O respirație completă include două faze distincte: inspirație, adică preluarea aerului (gazelor) din mediul înconjurător în organism, și expirație, prin care se elimină în afara organismului aerul folosit (uzat). Prin respirație, oxigenul (O2) din aerul inspirat ajunge la nivelul celulelor, iar dioxidul de carbon (CO2) rezultat este eliminat prin intermediul expirației.
Toate organismele aerobe au nevoie de oxigen pentru a-și crea energia prin respirație, prin metabolismul moleculelor bogate în energie, precum glucoza. Pe Pământ există însă și organisme anaerobe, ca de exemplu unele microorganisme din lacurile subterane.
Din punct de vedere fiziologic și biochimic, se pot deosebi: respirația externă și respirația internă (sau celulară).

## Respirație externă
Se deosebesc următoarele tipuri:
- Respirație cutanată: schimbul de gaze are loc la nivelul suprafeței corpului (piele (anatomie)). Dacă prin arsuri sau acoperirea pielii cu substanțe nepermițătoare trecerii aerului se anihilează 30% din suprafața pielii, se creează o situație gravă pentru viață, iar la 50% moartea este aproape inevitabilă
- Respirație branhială: schimbul de gaze se efectuează prin intermediul branhiilor. Apare la pești.
- Respirație traheeală, în cazul insectelor.
- Respirație pulmonară: apare în cazul mamiferelor și păsărilor. Organul în cauză este plămânul, situat în cutia/cușca toracică, prin care oxigenul din aerul inspirat este transmis sângelui din aparatul circulator, iar dioxidul de carbon și acizii carbonici din sânge sunt preluați de aerul de expirat, fiind eliminați.

## Respirație internă (celulară)
Au loc  o serie de procese biochimice la nivelul celulei (mai exact, membrana internă a mitocondriei), în scopul eliberării energiei, care se finalizează cu formarea moleculelor de adenozintrifosfat.
Oxigenul inspirat și ajuns în plămâni este transportat, prin intermediul sângelui, către celule și țesuturi. Dioxidul de carbon eliberat de acestea este condus, tot prin intermediul sângelui, la plămâni și eliminat prin procesul de expirație.